# Médina Yoro Foulah
Médina Yoro Foulah (ou Médina Yoro Foula ou Medina-Yorofoula) est une localité du sud du Sénégal située dans le nord du département de Médina Yoro Foulah – dont c'est le chef-lieu – et la région de Kolda, en Haute-Casamance. Elle est proche de la frontière avec la Gambie.
Le village a été érigé en commune en juillet 2008. 
Selon une source officielle, Médina Yoro Foulah compte 996 habitants et 92 ménages.
À vol d'oiseau, les localités les plus proches sont Niaming, Madina Bayene, Sam Sisse, Fouladou Samba, Sare Maounde Yafa et Sare Maounde, welia mbounka, st sadio. 